# Centre culturel de l'Entente cordiale de Condette
Le Centre culturel de l'Entente cordiale de Condette est un centre franco-britannique situé au château d'Hardelot dans la commune de Condette dans le Pas-de-Calais. Il vise à améliorer les relations entre le Kent et le Pas-de-Calais.

## Histoire
Le site du Château d'Hardelot était abandonné depuis plusieurs années...
En 2001, le Conseil Général du Pas-de-Calais décide de sauver le site en créant un centre de l'entente cordiale pour les relations avec le Kent.
C'est au printemps 2009 que le Centre a été inauguré, en musique, avec entre autres la chanteuse de jazz Anne Ducros.